# SPEC～零～
《SPEC～零～》（日语：／ supekku zero */?）是2013年10月23日在日本TBS電視台播出的單集電視劇，為TBS電視台刑事科幻劇《SPEC》的第2部電視劇特別篇，亦是《SPEC》本劇的前傳。

## 主要角色
- 當麻紗綾：戶田惠梨香
- 瀨文焚流：加瀨亮
- 一十一：神木隆之介
- 志村美鈴：福田沙紀
- 地居聖：城田優
- 近藤昭男：德井優（日语：徳井優）
- 當麻葉子：大森曉美
- 志村優作：伊藤毅（日语：伊藤毅 (俳優)）
- 南西：Simone（日语：シモネ）
- 紅魔鬼：大杉漣
- 青池潤：森山樹
- 「中部日本餃子CBC」老爹：多田木亮佑（日语：多田木亮佑）
- 艾拉特：安藤繪美
- 一二三：篠原惠美
- 當麻天：佐野元春
- 當麻流夏：石田惠理
- 當麻陽太：大坪夏己
- 白衣男：向井理
- 白衣女：大島優子
- 野野村光太郎：龍雷太（日语：竜雷太）

## 客串
- 上野真帆：川島海荷（9nine）
- 具志堅用高（飾演自己／照片出演）
- 入山隊長：高嶋政伸

## 幕後團隊
- 劇本：西荻弓繪（日语：西荻弓絵）
- 配樂：渋谷慶一郎、ガブリエル・ロベルト
- 主題曲：《NAMInoYUKUSAKI〜天〜》THE RiCECOOKERS（Anchor Records）
- 導演：堤幸彥
- 副導演：白石達也
- 造型師：熊谷幸雄
- 特殊造型：松井祐一、三好史洋
- 書法指導：中塚翠涛
- 警察監修：古谷謙一
- 醫療指導：依田茂樹
- 剪接：福田健太郎
- 製作人：植田博樹（日语：植田博樹）、今井夏木（日语：今井夏木）、藤井和史
- 製作協力：Office Crescendo
- 製作：TBS電視台

## 外部連結
- SPEC〜警視庁公安部公安第五課 未詳事件特別対策係事件簿〜 - TBS（页面存档备份，存于）